# Oak Island
Oak Island (Ostrov dubů) je ostrov v zálivu Mahony v kanadské provincii Nové Skotsko. Ostrov je bez stálého osídlení, má rozlohu 57 hektarů a je převážně porostlý lesem, nejvyšší bod leží 11 metrů nad mořem. Oak Island je propojen s pevninou umělým náspem. V nejvýchodnější části ostrova se nachází legendami opředená jáma zvaná Money Pit.

## Historie
V roce 1795 objevil místní mladík Daniel McGinnis díru v zemi a spolu s kamarády se rozhodl ji prozkoumat. Dostali se do hloubky necelých deseti metrů, kde narazili na vrstvu silných klád. O osm let později ve vykopávkách pokračoval bohatý investor Simeon Lynds, jemuž se podařilo zdolat překážky v podobě kokosových rohoží a vrstvy tmelu na opravu lodí a v hloubce 27 metrů objevil kamennou desku s nápisem v neznámém písmu, který byl vykládán jako zpráva o zakopaném pokladu. Ve třicetimetrové hloubce však začala šachtu zaplavovat voda. Zjistilo se, že jáma je propojena systémem podzemních tunelů s oceánem, který ji při pokusu o neodborné vniknutí zaplaví. Další vrt uskutečnila v roce 1849 společnost Truro. Narazili na dřevo (snad stěnu truhly) a vyzdvihli tři články zlatého řetězu, pak se ale stěny jámy zhroutily. V roce 1894 byl z hlubiny vytažen útržek pergamenu a na něm byla rozluštěna písmena V a I. Další sonda v roce 1931 se dostala až do padesátimetrové hloubky, kde byla nalezena hmota podobná cementu a za ní prázdný prostor. Další průzkumy však byly nad finanční možnosti hledačů pokladů, navíc v roce 1965 zahynuli v jámě čtyři muži. V roce 1970 byla do podzemí spuštěna kamera, která v hloubce okolo 70 metrů objevila lidské tělo a velké truhly. Vyzvednuty byl kovové nůžky zřejmě ze 17. století a porcelánové střepy. Od devadesátých let vykopávky ustaly kvůli právním sporům o vlastnictví pozemků na ostrově.
Existuje řada teorií o tom, co je dole skryto, že to někomu stálo za tak sofistikované zabezpečení. Od kořisti, kterou zde zakopali piráti, přes zlato templářů nebo Inků, ztracené Shakespearovy rukopisy až po počítač mimozemšťanů. Skeptici však považují jámu za přírodní útvar a případné nálezy v hlubinách za pozůstatky prvních průzkumů nebo podvrhy.